# Lasioglossum zostaceum
Lasioglossum zostaceum là một loài Hymenoptera trong họ Halictidae. Loài này được Warncke mô tả khoa học năm 1982.